# مشعل المطيري (لاعب كرة قدم مواليد 1984)
مشعل المطيري هو لاعب كرة قدم سعودي.
لعب سابقاً لأندية النصر والرياض و الفيصلي والشعلة .

## وصلات خارجية
- مشعل المطيري على موقع قاعدة بيانات كرة القدم.إي يو (الإنجليزية)
- مشعل المطيري على موقع كووورة

- مشعل المطيري